# Société américaine d'investigation clinique
 (mai 2020).
Si vous disposez d'ouvrages ou d'articles de référence ou si vous connaissez des sites web de qualité traitant du thème abordé ici, merci de compléter l'article en donnant les références utiles à sa vérifiabilité et en les liant à la section « Notes et références ».
La Société américaine d'investigation clinique (American Society for Clinical Investigation, ASCI ), est l'une des sociétés honorifiques médicales les plus anciennes et parmi les plus prestigieuses des États-Unis, fondée en 1908.

## Organisation
L'ASCI est une société honorifique à laquelle appartiennent plus de 2 800 médecins-chercheurs de toutes les spécialités médicales. Les membres potentiels sont proposés par des membres permanents de la société et élus à l'ASCI sur la base d'un dossier exceptionnel de réalisations savantes en recherche biomédicale. L'ASCI comprend des médecins-chercheurs actifs en clinique, en recherche fondamentale ou en enseignement. En 2015, l'ASCI comptait 417 membres de la National Academy of Medicine, 191 membres de l'Académie américaine des sciences, 40 lauréats du prix Lasker et 19 lauréats du prix Nobel.
L'ASCI soutient la recherche sur les mécanismes de base et / ou le traitement des maladies humaines et la formation des générations futures de médecins-scientifiques. L'ASCI examine les candidatures de plusieurs centaines de médecins-chercheurs des États-Unis et de l'étranger chaque année et élit jusqu'à 80 nouveaux membres chaque année pour leurs réalisations importantes en recherche relativement tôt dans leur carrière.
L'ASCI est membre de la Fédération des sociétés américaines de biologie expérimentale (FASEB), qui comprend de nombreuses sociétés de recherche biomédicale. L'ASCI publie les revues de recherche biomédicale à comité de lecture Journal of Clinical Investigation et JCI Insight .

## Histoire
L'American Society for Clinical Investigation tire ses origines d'une rencontre fortuite en juin 1907 sur la promenade d'Atlantic City. 
L'organisation a été officiellement constituée le 11 mai 1908, au New Willard Hotel à Washington. 32 médecins ont accepté de devenir membres fondateurs de l'ASCI en 1908. La première réunion de l'ASCI a eu lieu à Atlantic City le 10 mai 1909. 